# Ophelia assimilis
Ophelia assimilis är en ringmaskart som beskrevs av Tebble 1953. Ophelia assimilis ingår i släktet Ophelia och familjen Opheliidae. Inga underarter finns listade i Catalogue of Life.